# فرانك نيل
فرانك نيل (بالإنجليزية: Frank Neale)‏ هو طيار أسترالي، ولد في 14 سبتمبر 1895، وتوفي في 24 ديسمبر 1979 في غلن هانتلي ‏ في أستراليا.